# Acciaio (sommergibile)
L'Acciaio è stato un sommergibile della Regia Marina.

## Storia
Dopo l'entrata in servizio prese base ad Augusta; lo comandava il tenente di vascello Ottorino Beltrami.
Svolse la sua prima missione offensiva, in acque cirenaiche, a partire dal 23 marzo 1942; fece ritorno senza aver avvistato alcuna unità nemica.
Verso metà giugno fu inviato, insieme ad altri tre sommergibili, a formare uno sbarramento tra Capo Ferrat e Capo Bougaroni (costa algerina), in opposizione all'operazione britannica «Harpoon», nell'ambito della Battaglia di mezzo giugno: non riportò comunque avvistamenti.
A inizio novembre salpò da Augusta e raggiunse la propria zona d'agguato al largo di Algeri. Alle 6.17 del 10 novembre, mentre si trovava emerso, individuò una nave identificata come incrociatore classe Leander; si avvicinò sino a circa 1300 metri e gli lanciò quattro siluri divisi in due coppiole. Due delle armi transitarono a prua dell'incrociatore, una a poppa e l'ultima transitò sotto la zona poppiera dello scafo senza esplodere, anche se da bordo dell’Acciaio fu avvertita una detonazione. Il sommergibile eluse poi la forte reazione della scorta.
Il 7 febbraio 1943, di sera, avvistò al largo di Capo Bougaroni una nave identificata come cacciatorpediniere inglese classe J, contro cui lanciò due siluri prima di immergersi in profondità. Le due armi colpirono il bersaglio che tuttavia non era un cacciatorpediniere, bensì un ben più piccolo peschereccio antisommergibili, il Tervani, da 409 tonnellate. La nave, al momento dell'attacco, stava rimorchiando la nave cisterna francese Moy Mazrout scortata da altri due pescherecci antisommergibile, l'Achroite e l’Arnold Bennett; dopo essere stata colpita (ore 23.27) affondò in pochissimo tempo (in posizione 37°22' N e 6°14' E), con due soli superstiti.
Altre fonti riportano però una versione diversa: l’Acciaio, alle 23.30, avrebbe lanciato i suoi due siluri (in posizione 37°28' N e 6°20' E) contro un'altra nave, il posamine veloce HMS Abdiel, che avrebbe evitato le armi, mentre il vero affondatore del Tervani sarebbe stato un'unità gemella dell’Acciaio, il capoclasse Platino.
Il 10 luglio 1943 l’Acciaio (di cui era comandante, al momento, il tenente di vascello Vittorio Pescatore) lasciò La Maddalena diretto in un'area a settentrione della Sicilia, ma da quel momento scomparve.
Alle 00.20 del 12 luglio 1943 il bombardiere Lockheed Hudson "Q" del 608th Squadron della Royal Air Force, pilotato dal sottotenente R. F. Burling, aveva localizzato al radar un sommergibile che navigava emerso con rotta 110° e velocità 6-8 nodi, a nove miglia di distanza, in posizione 39°40’ N e 05°14’ E. L’Hudson era passato all’attacco, e mentre il sommergibile s’immergeva precipitosamente, si era buttato in picchiata su di esso lanciando otto razzi da 150 metri di quota. I primi cinque razzi avevano mancato il bersaglio, passando 6-12 metri più in alto; Burling non aveva potuto osservare gli altri tre, perché nel frattempo l’aereo aveva superato il punto in cui si trovava il sommergibile, ma quando era tornato sul posto aveva osservato una grossa chiazza di nafta, lunga circa 550 metri e larga 45. Il settore d’agguato dell’Acciaio si trovava appena qualche miglio più ad ovest del punto in cui l’aereo di Burling aveva condotto il suo attacco; il suo gemello Giada occupava il settore adiacente (quadranti 107 e 114) ed alle 5.15 del 12 luglio si trovava in posizione 38°20’ N e 08°20’ E, ma non riferì di aver subito alcun attacco, il che induce a concludere che il sommergibile attaccato da Burling fosse quasi certamente l’Acciaio. Fu questa la sua fine? Il pilota britannico non lo vide affondare, e l’avvistamento di una chiazza di nafta, per giunta di notte, costituisce una prova tutt’altro che conclusiva: certo è, però, che dopo questo attacco nessuno vide più l’Acciaio, né negli archivi Alleati risultano altri attacchi aerei o navali che possano averne causato la perdita..
Scomparvero con il sommergibile il comandante Pescatore, 4 ufficiali e 41 fra sottufficiali e marinai.
In tutto l’Acciaio aveva svolto 24 missioni di guerra, percorrendo complessivamente 13.848 miglia in superficie e 1650 in immersione.
Ottorino Beltrami ha narrato alcune avventure avute sull'Acciaio in un documentario dal titolo Sopra e sotto i mari. Nel documentario ci sono molte fotografie dell'Acciaio scattate dal marinaio Mario Carletti imbarcato con Beltrami. Sia Beltrami che Carletti si salvarono dall'affondamento perché entrambi rimasti a terra per motivi di salute.